# Gmina Budva
Gmina Budva (czar., sr. Општина Будва / Opština Budva) – gmina w Czarnogórze. Jej stolicą jest miasto Budva. Znajduje się na południu kraju, na wybrzeżu Morza Adriatyckiego.
Gminę zamieszkuje 19,218 ludzi, co stanowi 3,1% ludności państwa.

## Miejscowości
W gminie znajduje się 61 miejscowości: miasto Budva i 60 wiosek.

## Struktura demograficzna
Na podstawie spisu powszechnego z 2011 roku:

### Ludność w gminie według płci
| Kobiety | Mężczyźni |
| ------- | --------- |
| 9.994   | 9.224     |
| 52%     | 48%       |

### Struktura ludności między miastem a wsią
| Miasto | Wsie   |
| ------ | ------ |
| 15.995 | 3.223  |
| 83,23% | 16,77% |

### Grupy etniczne w gminie
| Ludność według kryterium etnicznego (>1%) | Ludność według kryterium etnicznego (>1%) | Ludność według kryterium etnicznego (>1%) | Ludność według kryterium etnicznego (>1%) | Ludność według kryterium etnicznego (>1%) |
| ----------------------------------------- | ----------------------------------------- | ----------------------------------------- | ----------------------------------------- | ----------------------------------------- |
| Narodowość                                |                                           | procent (%)                               |                                           |                                           |
| Czarnogórcy                               |                                           | 48,19                                     |                                           |                                           |
| Serbowie                                  |                                           | 37,71                                     |                                           |                                           |
| reszta                                    |                                           | 8,11                                      |                                           |                                           |
| niezadeklarowani                          |                                           | 5,98                                      |                                           |                                           |
|                                           |                                           |                                           |                                           |                                           |

- Czarnogórcy: 9 262 osoby (48,19%)
- Serbowie: 7 247 osób (37,71%)
- Pozostali: 1 559 osób (8,11%)
- Nieokreśleni: 1 150 osób (5,98%)

### Grupy językowe w gminie
| Ludność według kryterium językowego (>1%) | Ludność według kryterium językowego (>1%) | Ludność według kryterium językowego (>1%) | Ludność według kryterium językowego (>1%) | Ludność według kryterium językowego (>1%) |
| ----------------------------------------- | ----------------------------------------- | ----------------------------------------- | ----------------------------------------- | ----------------------------------------- |
| Język                                     |                                           | procent (%)                               |                                           |                                           |
| serbski                                   |                                           | 51,90                                     |                                           |                                           |
| czarnogórski                              |                                           | 34,78                                     |                                           |                                           |
| albański                                  |                                           | 1,27                                      |                                           |                                           |
| reszta                                    |                                           | 7,71                                      |                                           |                                           |
| niezadeklarowani                          |                                           | 4,34                                      |                                           |                                           |
|                                           |                                           |                                           |                                           |                                           |

- Język serbski: 9 974 osoby (51,90%)
- Język czarnogórski: 6 684 osoby (34,78%)
- Język albański: 244 osoby (1,27%)
- Pozostałe języki: 1 481 osób (7,71%)
- Nie określono: 835 osób (4,34%)

### Grupy wyznaniowe w gminie
| Ludność według kryterium religijnego (>1%) | Ludność według kryterium religijnego (>1%) | Ludność według kryterium religijnego (>1%) | Ludność według kryterium religijnego (>1%) | Ludność według kryterium religijnego (>1%) |
| ------------------------------------------ | ------------------------------------------ | ------------------------------------------ | ------------------------------------------ | ------------------------------------------ |
| Religia                                    |                                            | procent (%)                                |                                            |                                            |
| Prawosławni                                |                                            | 88,18                                      |                                            |                                            |
| Muzułmanie                                 |                                            | 3,40                                       |                                            |                                            |
| Katolicy                                   |                                            | 2,25                                       |                                            |                                            |
| Ateiści i agnostycy                        |                                            | 1,89                                       |                                            |                                            |
| reszta                                     |                                            | 1,24                                       |                                            |                                            |
| niezadeklarowani                           |                                            | 3,04                                       |                                            |                                            |
|                                            |                                            |                                            |                                            |                                            |

- Prawosławni: 16 947 osób (88,18%)
- Muzułmanie: 654 osoby (3,40%)
- Katolicy: 432 osoby (2,25%)
- Ateiści i agnostycy: 364 osoby (1,89%)
- Pozostali: 238 osób (1,24%)
- Nieokreśleni: 584 osoby (3,04%)